# Jesús Piñuelas
Jesús Fernando „Tibu” Piñuelas Sandoval (ur. 27 marca 1998 w Los Cabos) – meksykański piłkarz występujący na pozycji środkowego obrońcy, od 2025 roku zawodnik Querétaro.